# Río Leñadura
El río Leñadura es un curso natural de agua que fluye en la Región de Magallanes, Chile con dirección general este hasta desembocar en el estrecho de Magallanes.

## Trayecto
El río está ubicado al sur de la ciudad de Punta Arenas.

## Historia
Luis Risopatrón lo describe brevemente en su Diccionario Jeográfico de Chile de 1924:: 473 
Leñadura (Rio) 53° 13' 71° 00'. Tiene sus fuentes en las faldas W de la parte NE de los cerros de Brecknock, corre hácia el E i se vácia en la ribera W del canal Ancho, a corta distancia al S de la ciudad de Punta Arenas. 1, XI, carta de Bertrand (1885); i XXVI, p. 134; i 156; i de Leña Dura en 1, XI, p. 260.